# 웅정필

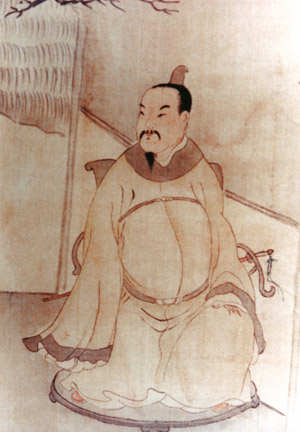
웅정필

웅정필(熊廷弼, 1569년－1625년)은 명나라 말기의 무장이다. 자는 비백(飛百), 호는 지강(芝岡), 시호는 양민공(襄愍公)이다. 무창부 강하현(江夏縣) 출신이다.
요동 방어선에서 후금을 상대로 뛰어난 활약을 보였으나, 후에 간신 위충현의 모함으로 처형되었다.

## 생애
1597년 향시에서 1등을 하였고, 이듬해 1598년 만력 26년에 진사가 되었다. 이후 직례 보정 추관으로 제수를 받았으며, 1608년 만력 36년에 요동의 감찰어사가 되었다. 명사에서는 병법에 밝고, 좌우로 활을 잘 쏘았다고 전해진다.
1619년 명 신종 47년 3월, 명나라가 사르후 전투에서 대패한 후 명나라 조정은 양호를 파면하고, 웅정필을 하남도 감찰어사 및 대리사승으로 임명하여 요동을 지키게 했다. 그는 사르후 전투에서 도망친 유우절 등 3명을 처형하고 기강을 바로 세웠다.
명나라 조정이 동림당(東林黨)과 엄당(閹黨)으로 나뉘고 웅정필은 면직되었다. 1621년 1월 광녕을 공격해 오자 명나라는 웅정필을 다시 임명하여 싸움에 임하게 하였다. 왕화정을 독려하여 전쟁에 나서게 하였지만, 부하 장수 손득공(孫得功)의 배신으로 광녕을 잃고 말았다. 웅정필은 광녕을 잃은 책임을 지고 벌을 받게 되었으며, 1625년에 사형을 당하였다.

## 같이 보기
- 사르후 전투